# Гаррісон (округ Вопака, Вісконсин)
Гаррісон (англ. Harrison) — місто (англ. town) в США, в окрузі Вопака штату Вісконсин. Населення — 459 осіб (2020).

## Демографія
Згідно з переписом 2010 року, у місті мешкало 468 осіб у 204 домогосподарствах у складі 137 родин. Було 347 помешкань
Расовий склад населення:
| - 97,4 % — білих - 1,1 % — азіатів - 0,2 % — чорних або афроамериканців |

До двох чи більше рас належало 1,1 %. Частка іспаномовних становила 3,4 % від усіх жителів.
За віковим діапазоном населення розподілялося таким чином: 16,5 % — особи молодші 18 років, 61,3 % — особи у віці 18—64 років, 22,2 % — особи у віці 65 років та старші. Медіана віку мешканця становила 48,8 року. На 100 осіб жіночої статі у місті припадало 109,9 чоловіків; на 100 жінок у віці від 18 років та старших — 119,7 чоловіків також старших 18 років.
Середній дохід на одне домашнє господарство становив 67 248 доларів США (медіана — 49 886), а середній дохід на одну сім'ю — 87 081 долар (медіана — 78 750). Медіана доходів становила 51 250 доларів для чоловіків та 46 875 доларів для жінок. За межею бідності перебувало 11,5 % осіб, у тому числі 4,8 % дітей у віці до 18 років та 14,4 % осіб у віці 65 років та старших.
Цивільне працевлаштоване населення становило 234 особи. Основні галузі зайнятості: виробництво — 20,5 %, освіта, охорона здоров'я та соціальна допомога — 20,5 %, сільське господарство, лісництво, риболовля — 13,2 %, будівництво — 11,1 %.